# Episodi di Bleach (undicesima stagione)

Eyecatch di Bleach durante l'undicesima stagione

L'undicesima stagione dell'anime Bleach si intitola saga del passato (BLEACH 過去篇?, Burīchi: kako hen) ed è composta dagli episodi che vanno dal 206 al 212. La regia delle puntate è a cura di Noriyuki Abe e sono prodotte da TV Tokyo, Dentsu e Pierrot. Gli episodi sono adattati dal manga omonimo di Tite Kubo e corrispondono alle vicende narrate dal capitolo -108 al -97. La trama raccontata in questa stagione è ambientata cento anni prima degli eventi narrati nella storia principale e mostra la nascita dei Vizard. L'undicesima stagione è andata in onda in Giappone dal 10 febbraio 2009 al 24 marzo 2009 su TV Tokyo. L'edizione italiana è stata pubblicata su Prime Video il 25 marzo 2022.
L'undicesima stagione di Bleach utilizza due sigle: una di apertura, Velonica degli Aqua Timez, e una di chiusura, Sky Chord ~Otona ni kimi naru he~ di Shion Tsuji.

## Lista episodi
| Nº  | Titolo italiano Giapponese 「Kanji」 - Rōmaji | In onda          | In onda       |
| Nº  | Titolo italiano Giapponese 「Kanji」 - Rōmaji | Giapponese       | Italiano      |
| 206 | Inizia il capitolo del passato! La verità di 110 anni prima 「過去編開始！１１０年前の真実」 - Kako hen kaishi! Hyakujū nen mae no shinjitsu | 10 febbraio 2009 | 25 marzo 2022 |
| 206 | Centodieci anni nel passato, l'allora capitano della Quinta Divisione, Shinji Hirako, è informato dall'allora vice-capitano della Quinta Divisione, Sōsuke Aizen, circa i preparativi per la selezione di un nuovo capitano della Dodicesima Divisione. Mentre si allenano, Yoruichi Shihoin dice a Kisuke Urahara di averlo raccomandato per la posizione di capitano della Dodicesima Divisione. Soifon, che non si fida di Urahara, lo pedina per provare a Yoruichi che non è degno della responsabilità di essere capitano. Yoruichi, tuttavia, dopo aver visto gli appunti presi da Soifon durante il pedinamento, li interpreta come una lettera d'amore della ragazza ad Urahara. Urahara, in realtà, era alla caccia, insieme ad altri Shinigami, di alcuni disertori. Dopo averli sconfitti tutti da solo, Urahara passa l'esame di qualificazione per il posto di capitano e si presenta, per ultimo ed in ritardo, alla riunione dei capitani. |                  |               |
| 207 | Kisuke Urahara, il nuovo capitano della dodicesima compagnia 「十二番隊新隊長、浦原喜助」 - Jūnibantai shin taichō, Urahara Kisuke | 17 febbraio 2009 | 25 marzo 2022 |
| 207 | Urahara viene nominato capitano della Dodicesima Divisione alla presenza degli altri capitani e successivamente si presenta alla sua nuova Divisione. La sua luogotenente Hiyori lo prende in antipatia, dapprima facendo una scenata durante il trasloco nelle stanze del capitano e poi arrivando persino a sfidarlo per vedere se è all'altezza di difendere la Brigata. Agli altri membri viene fatto credere che il nuovo capitano sia tanto debole da cadere sotto gli attacchi di Hiyori, ma in realtà Urahara si è lasciato sconfiggere per non far fare brutta figura alla ragazza. Più tardi quella notte, Shinji dice a Kisuke che Hiyori vedeva il precedente capitano della Dodicesima Divisione come una madre e che questa sarà molto difficile da rimpiazzare nel suo cuore. Il giorno seguente, Hiyori vede le stanze di Urahara ed è scioccata dallo scoprire quanto siano cambiate da quando erano occupate dal precedente capitano. Urahara a quel punto chiede a Hiyori se vuole accompagnarlo alla Tana del Verme.                                                                               |                  |               |
| 208 | Aizen e il ragazzo prodigio 「藍染と天才少年」 - Aizen to tensai shōnen | 24 febbraio 2009 | 25 marzo 2022 |
| 208 | Urahara porta Hiyori alla Tana del Verme e le spiega, mentre la raggiungono, che contiene le persone ritenute potenzialmente pericolose dalla Soul Society. Mentre attraversano il penitenziario, un grosso prigioniero attacca Hiyori, ma Urahara sottomette facilmente l'uomo con le sole mani. Più in profondità nella prigione, un giovane Mayuri Kurotsuchi viene avvicinato da Kisuke che gli propone di diventare il suo vice in una nuova divisione di sua creazione, l'Istituto di Ricerca Tecnologica. Altrove, un giovane Byakuya Kuchiki si dimostra facilmente irritabile a quell'età, la qual cosa viene provata da Yoruichi con la sua tecnica dei passi veloci, grazie alla quale gli ruba il laccio con cui si era legato i capelli e poi fugge. Ukitake parla a Kaien di un ragazzo che sarà promosso ad un seggio nella Quinta Divisione. Il ragazzo, che facilmente sconfigge il terzo seggio della Quinta Brigata sotto gli occhi di un impressionato Aizen si rivela essere un giovane Gin Ichimaru.                                                                                             |                  |               |
| 209 | Nona compagnia di Muguruma, in marcia! 「六車九番隊、出動せよ」 - Muguruma Kyūbantai, shutsudōse yo | 3 marzo 2009     | 25 marzo 2022 |
| 209 | Tre figure indistinguibili osservano alcuni cittadini del Rukongai mentre vengono divorati ed uccisi da una strana sostanza bianca. Qualche tempo dopo, Shinji, Aizen, Mayuri, Hiyori e Urahara si incontrano per discutere delle recenti sparizioni dei cittadini del Rukongai. Kensei Muguruma e la sua Nona Divisione vengono inviati a valutare la situazione e si imbattono in un gigantesco Hollow, che attacca tre ragazzi. Uno dei ragazzi, un giovane Shūhei Hisagi, viene salvato da morte certa da Kensei. Più tardi nel laboratorio di Mayuri e Urahara, Hiyori viene incaricata di accertarsi di cosa stia accadendo per conto della Dodicesima Divisione. Mentre Kensei ed il resto della sua squadra sono accampati nella foresta, nel tentativo di scoprire cosa ha attaccato i cittadini, Toudou, uno dei suoi subordinati, apparentemente uccide Tosen ed il resto del suo gruppo, e poi crolla a terra colpito a sua volta. Kensei, l'unico ancora in piedi, viene imprigionato in un muro di oscurità e poi trafitto a sua volta. Quando l'oscurità si dissolve, egli riconosce il suo assalitore. |                  |               |
| 210 | Hiyori rischia la morte?! L'inizio della tragedia 「ひよ里死す？悲劇の始まり」 - Hiyori shisu? Higeki no hajimari | 10 marzo 2009    | 25 marzo 2022 |
| 210 | Le energie spirituali di Kensei e di tutta la sua squadra sono scomparse, il che dà vita ad una forte preoccupazione all'interno della Soul Society. Una riunione di emergenza dei capitani ha luogo per determinare chi andrà ad occuparsi della situazione. Nonostante Kisuke chieda di poter essere lui stesso ad andare, Yamamoto glielo vieta. Invece, Shinji, Love Aikawa, Rōjūrō Ōtoribashi, Lisa Yadomaru e Hachigen Ushōda vengono inviati sul posto. Nella foresta, Hiyori viene attaccata da un Hollow che si rivela essere Kensei. Shinji arriva a salvarla, assieme al resto dei capitani, tuttavia interviene nello scontro Mashiro, anch'essa tramutata in Hollow che attacca il gruppo. Hacchi riesce ad imprigionare sia Mashiro che Kensei, ma quest'ultimo riesce a fuggire con il solo uso della forza bruta. Intanto Kisuke, sentendosi responsabile per aver mandato Hiyori da sola, disobbedisce agli ordini e si avvia sul posto. Sulla strada incontra Tessai Tsukabishi, capitano della Divisione Kido che sembra volerlo fermare e invece decide di accompagnarlo.                          |                  |               |
| 211 | Tradimento! Aizen il burattinaio 「裏切り！暗躍の藍染」 - Uragiri! Anyaku no Aizen | 17 marzo 2009    | 25 marzo 2022 |
| 211 | Il capitano Kyoraku sta facendo una passeggiata quando incontra Nanao Ise, che dice di essere in pensiero per Lisa. Intanto, le spaventose nuove abilità di Kensei sovrastano il gruppo di Shinigami, finché Hacchi non riesce ad imprigionarlo con un Kido particolarmente potente. Shinji viene dunque brutalmente attaccato da Hiyori, ormai tramutatasi in Hollow. Kaname Tosen blocca l'intero gruppo, fatta eccezione per Shinji. Appare allora Aizen, che svela il suo tradimento spiegando ad Hirako che usando la sua Zanpakutō Kyoka Suigetsu, che genera illusioni, ha fatto sembrare che egli stesse sempre al seguito di Shinji, mentre si trattava di tutt'altra persona. Shinji ed il resto del gruppo cominciano a trasformarsi in Hollow, ma Shinji riesce a rimanere se stesso. Dopo il tentativo fallito di Tosen, Aizen si prepara a finire Hirako ma Kisuke e Tessai arrivano a fermarlo. |                  |               |
| 212 | Salvate Hirako! Aizen VS Urahara 「平子を救え！藍染VS浦原」 - Hirako wo sukue! Aizen VS Urahara | 24 marzo 2009    | 25 marzo 2022 |
| 212 | Kisuke e Tessai arrivano a fermare Aizen, ma quest'ultimo aveva previsto il loro arrivo. Mentre Kisuke spiega di essere a conoscenza del fatto che Aizen stesse conducendo esperimenti sull'hollowificazione, i tre traditori fuggono. Alla base della Dodicesima Divisione, Kisuke mostra a Tessai un oggetto che potrebbe essere utile per fermare il processo di hollowificazione dei loro compagni, l'Hōgyoku. Il mattino seguente Kisuke e Tessai vengono arrestati e portati al cospetto della Camera dei 46 solo per scoprire di essere ingiustamente accusati di aver commesso i crimini in questione. Subito dopo l'emissione del verdetto di colpevolezza, i due vengono portati via da una figura incappucciata che si rivela essere Yoruichi. Kisuke decide di ritirarsi insieme a Tessai e Yoruichi nel mondo reale dove continuerà a cercare di salvare i compagni hollowificati. Nel presente, Shinji afferma che lui e i suoi compagni sono diventati quello che sono oggi grazie a Kisuke e ad Aizen. Il gruppo si incammina dunque verso la battaglia.                                               |                  |               |

## DVD

### Giappone
Gli episodi della undicesima stagione di Bleach sono stati distribuiti in Giappone anche tramite DVD, tre o quattro per disco, da novembre 2009 a dicembre 2009.
| N° | Data             | Dischi | Episodi |
| -- | ---------------- | ------ | ------- |
| 1  | 25 novembre 2009 | 1      | 206-208 |
| 2  | 16 dicembre 2009 | 1      | 209-212 |